# 大座礼山
大座礼山（おおざれやま）は、高知県土佐郡大川村にある山。標高1,587.6m。石鎚山脈の核心部から東に離れた位置にある。東西に大きく崩壊したザレ場があることが山名の由来と云われている。

## 登山道
高知県と愛媛県の県境に近いが、山頂部は高知県側にある。しかし、アクセスは愛媛県側の別子山からの方が近い。群生したブナがみられる。高知県と愛媛県の県境に沿って三ツ森山への縦走コースがある。

## ギャラリー

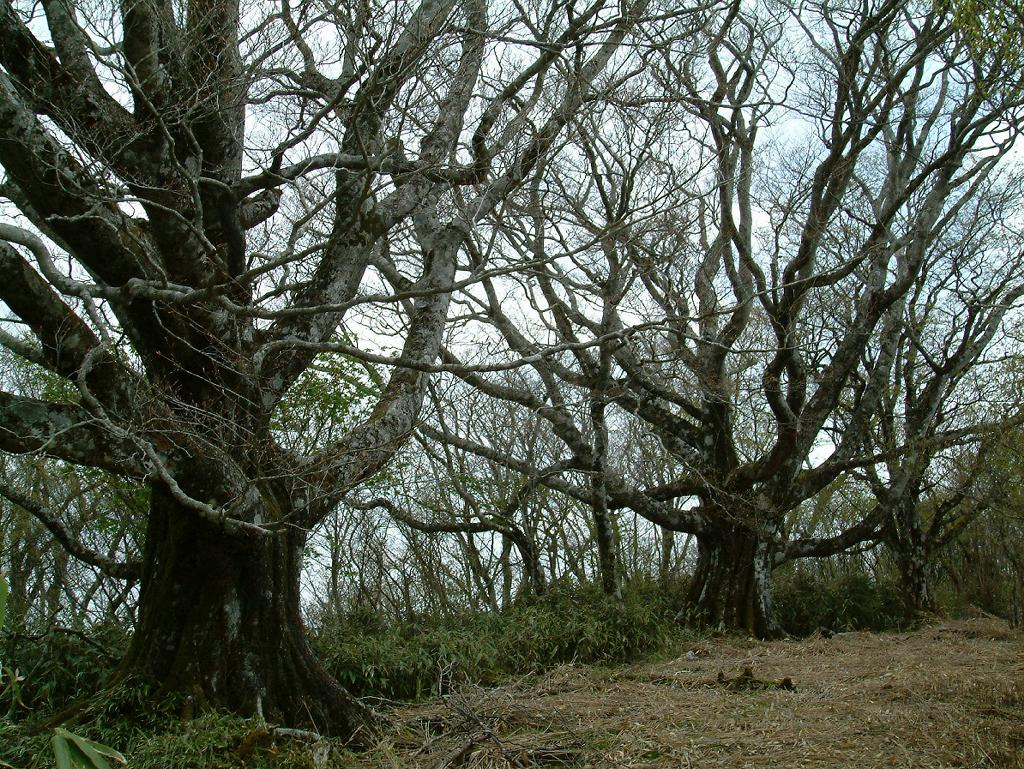
ブナの巨木
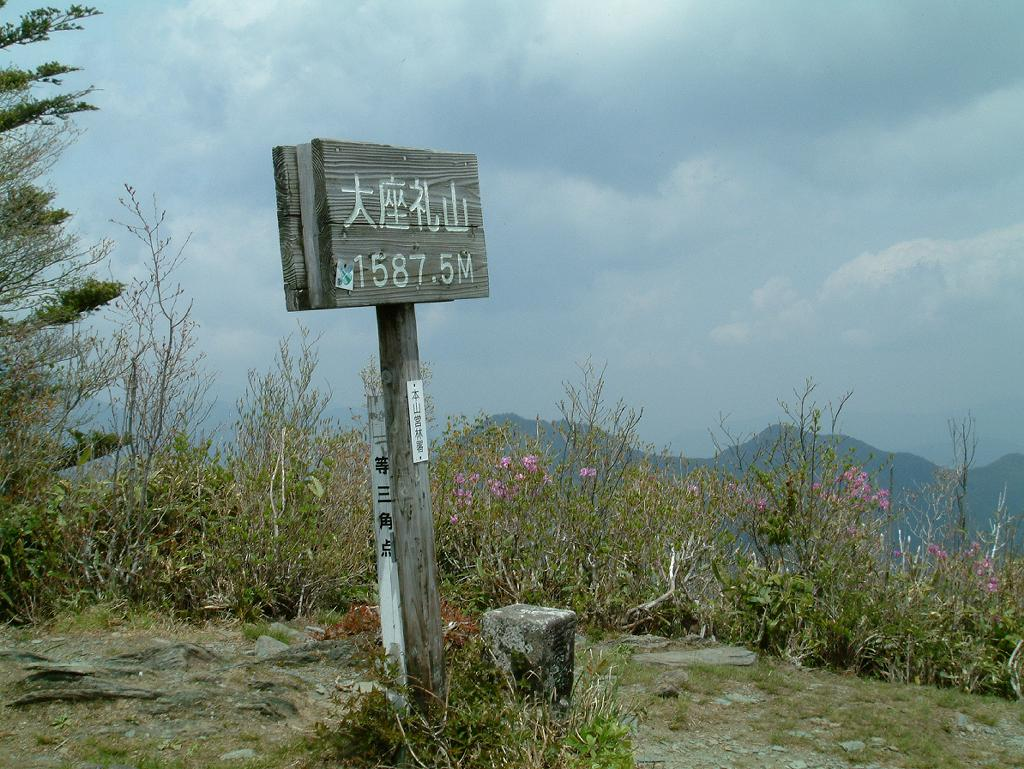
頂上